# V rámci oného
V rámci oného je debutové album slovenské skupiny Horkýže Slíže, které vydalo vydavatelství BMG Ariola v roce 1997. Hlavním singlem alba byla skladba "Maštaľ", ke které byl vytvořen i videoklip.

## Seznam skladeb
1. „Maštaľ“ - 2:23
2. „Hovadá“ - 2:58
3. „O Humor Je Postarané“ - 2:25
4. „Príbeh O Starej Platni“ - 2:25
5. „Chrasty“ - 3:55
6. „Sex Po Telefóne“ - 2:54
7. „Pouličná Lampa“ - 3:05
8. „Paľko“ - 3:59
9. „Kto Druhému Jamu Kope“ - 2:43
10. „Mal Ho Rád“ - 4:12
11. „Kapusta“ - 3:02
12. „Čínska Modlitba“ - 2:38
13. „Fotky“ - 3:27
14. „Onania“ - 2:06
15. „Horkýže Slíže“ - 2:54
16. „Tunel“ - 1:40
17. „Cenzúrovaná“ Maštaľ“ - 2:22

## Skupina
- Peter Hrivňák (Kuko) - zpěv, basová kytara
- Mário Sabo (Sabotér) - kytara, zpěv
- Juraj Štefánik (Doktor) - kytara, zpěv
- Martin Košovan (Košo) - bicí, zpěv